# 고산임화 동제와 소금단지 화재맥이
고산임화 동제와 소금단지 화재맥이는 대한민국 충청남도 논산시 양촌면 임화리의 풍습이다. 2015년 1월 19일 논산시의 향토문화유산 제45호로 지정되었다.

## 개요
이는 마을공동체가 자신의 정주공간을 재난이 없는 화평한 세계로, 그리고 예측이 가능한 질서와 조화의 세계로 가꾸어 나가려는 노력의 일환에서 형성된 전통적 풍습이다.